# Tersoakus kasparyani
Tersoakus kasparyani är en stekelart som beskrevs av Narolsky 2002. Tersoakus kasparyani ingår i släktet Tersoakus och familjen brokparasitsteklar. Inga underarter finns listade i Catalogue of Life.